# 戒烟灵
戒烟灵是中国的一种戒烟产品，聲稱中草药制成。其外表及外包装均与普通香烟类似，使用方法为直接点燃抽吸，自称有戒烟的作用。但是多數戒煙靈是使用中藥與菸草混合製作的黑心產品。

## 爭議
2012年，有人从中药市场买来中药，之后将中药与烟丝混合，制成“戒烟灵”并公开售卖。而后又有人购买其制作的“戒烟灵”进行大量销售。一段时间后，公安机关将其查获并销毁假产品。
2013年下半年，中国山东省济南市市中区烟草专卖局查处了一起利用互联网销售“戒烟灵”的案件。经过相关鉴定之后发现这类“戒烟灵”外观与普通香烟一样，使用的烟丝、卷烟纸、滤嘴棒等均属于烟草专卖品，实际是一种劣质香烟。其制作人曾多次利用订货会、药品展销会、购物网站等渠道向中国各地销售“戒烟灵”产品。